# Alexandr Beer
Alexandr Beer, zmiňovaný též jako Alexander Beer (7. února 1917 Vranov nad Topľou – 31. prosince 2015 Praha) byl generál Armády České republiky. Byl veteránem bitvy u Dukly, Sokolova a u Kurska, kde díky svým znalostem německého jazyka pomáhal při překladu výslechů německých důstojníků Wehrmachtu a SS. Alexandr Beer byl nositelem nejvyššího státního vyznamenání České republiky, Řádu Bílého lva, kterým byl dekorován roku 2012.

## Život

### Mládí
Alexandr Beer se narodil 7. února 1917 ve Vranově na Topľou do rodiny židovského původu. Jeho rodiče později zahynuli v koncentračním táboře.
Absolvoval gymnázium v Košicích a studoval vyšší školu textilní v Brně. Před okupací byl zaměstnán v průmyslu.

### Druhá světová válka
V roce 1939 se rozhodl utéct z Protektorátu přes Švýcarsko do Anglie. Na švýcarských hranicích byl však švýcarskými orgány zadržen a předán Německu. Po třítýdenním pobytu v německém vězení byl deportován zpět do Prahy, kde však před cílem cesty z transportu utekl. Poté utekl do Polska, kde se náhodou sešel se svým bratrem. Po napadení Polska utekl do Sovětského svazu se skupinou, v níž byl i komunistický senátor Antonín Zmrhal. Po sérii výslechů a třítýdenní internaci v bývalém carském sídle v obci Opalicha jim byla nabídnuta práce. Alexandr Beer přijal práci v textilní továrně u Moskvy. Oženil se se španělskou interbrigadistkou, která utekla před Francovým režimem do SSSR.
Po napadení Sovětského svazu Německem (22. června 1941) se nejprve s domobranou účastnil budování zákopů na obranu Moskvy, poté mu byla povolena evakuace a odjel se ženou do kazašské Karagandy, kde si opět našel práci v textilním průmyslu. Poté napsal plukovníku Svobodovi, aby si jej vyžádal do nově tvořené armády v Buzuluku, protože bez této podpory nebylo jeho žádosti o propuštění vyhověno.
Účastnil se bitvy u Sokolova, v níž byl velitelem minometného roje, byl zraněn a dostal se do nemocnice v Mičurinsku. Zde se mladé lékařce podařilo zachránit před amputací nohu, kterou postihla gangréna. Poté se dostal k bitvě u Kurska, kde díky svým znalostem německého jazyka tlumočil u výslechů německých důstojníků Wehrmachtu a SS,. Poté se dostal do Novochopersku k československým vojákům, absolvoval cvičení a učil se v důstojnické škole. Poté se jako velitel tanku účastnil bitvy o Kyjev, bitvy o Bílou Cerekev a o Žaškov. Po příchodu na Volyň byl velitelem tankového učiliště na výcvik volyňských Čechů v Sadaguře. Účastnil se Karpatsko-dukelské operace, při níž byl v Nižném Komárniku opět raněn. Jako zástupce velitele tankového praporu se podílel na osvobození Ostravy a Prahy. V závěru ostravské operace se stal technickým důstojníkem praporu.

### Po válce
V roce 1946 demobilizoval a poté získal hodnost nadporučíka. Nastoupil do Centrotexu a vstoupil do KSČ, přesvědčením byl sociální demokrat. V roce 1951 byl omylem na 48 hodin zavřen v rámci represí proti zahraničním vojákům, přitom byl československými bezpečnostními orgány zmlácen jak doma, tak poté v Petschkově paláci a byla mu provedena domovní prohlídka. Po přiznání omylu byl Státní bezpečností propuštěn, avšak i poté nesměl dva týdny vycházet z domu, byl hlídán Státní bezpečností a bylo mu znemožněno telefonovat. Jak uvádí, poté už „jim nevěřil“. Poté odešel z Centrotexu, ale pokračoval v práci v textilním průmyslu, poté na ministerstvu lehkého průmyslu.
Své ženě se během bojů odcizil a ona se vrátila roku 1948 z Moskvy do Španělska, kde si vzala jiného muže. Alexandr Beer se oženil podruhé a toto manželství vydrželo 55 let.
V srpnu 1968 vyvěsil z okna černý prapor. Kvůli tomu v roce 1968 byl vyloučen z KSČ a přišel o lukrativní zaměstnání. Pracoval jako technik v pražské továrně Tiba, poté se díky kontaktům s ministrem Svačinou dostal na ministerstvo průmyslu, kde pracoval až do roku 1989, a to i v důchodovém věku. Po roce 1989 pracoval v nadnárodní společnosti. V roce 2005 odešel do důchodu.

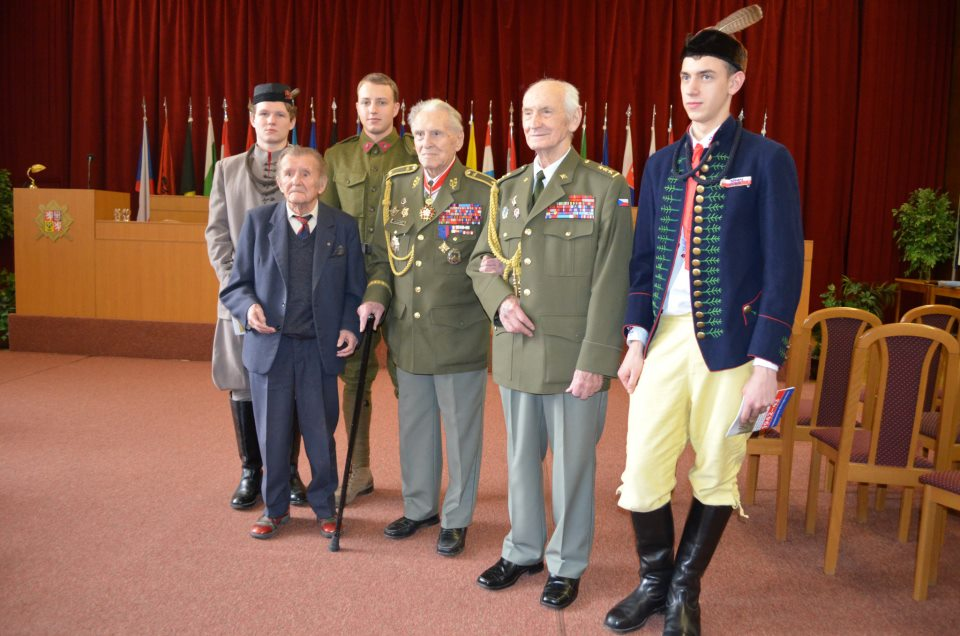
Váleční veteráni (a) Sokolové na setkání v sále Ministerstva obrany Na Valech v srpnu 2012 při výročí Slovenského nár. povstání. A. Beer třetí zprava

Beer uvádí, že když bylo navrženo jeho povýšení na generála, komise na ministerstvu obrany návrh vyřadila s odůvodněním, že jeho minulost v různých vysokých funkcích nasvědčuje jeho spolupráci s komunistickým režimem. Hodnost brigádního generála mu pak udělil prezident Václav Klaus 8. května 2010.
Byl dlouholetým místopředsedou Československé obce legionářské, a to do 4. června 2011.
V roce 2011 protestoval proti pomníku v Novém Boru, věnovanému osmi zdejším Němcům, z toho třem starcům a dvěma ženám, kteří byli za údajné přechovávání zbraní 2. června 1945 na náměstí v Novém Boru nejprve několik hodin mučeni a potom zastřeleni příslušníky československé armády a revoluční gardy a jsou pohřbeni v hromadném hrobu na neznámém místě. Tzv. symbolický hrob na novoborském lesním hřbitově na hrobovém místě pronajatém k tomu účelu radou města na své náklady v roce 2006 vybudovala rodina MUDr. A. Trägera, který 3. června 1945 utekl z transportu odsouvaných Němců organizovaného Rudou armádou a jako nezvěstný byl později prohlášen za mrtvého. Nejméně jedna ze zastřelených osob byla příslušníkem NSDAP a dr. Träger byl členem jak NSDAP, tak SS. Alexandr Beer se přidal k místním odpůrcům pomníku, kteří jej považují za nepatřičný a za obcházení zákona o pohřebnictví. Alexandr Beer jej označil za projev revanšismu. Události věnoval Jan Tichý novelu a divadelní hru „32 hodin mezi psem a vlkem“, která podle odpůrců lživě očerňuje příslušníky československé armády a „je možné ji vnímat jako jistou obhajobu oněch popravených německých mužů a žen“. Divadelní hra například označuje československé vojáky za příslušníky armády gen. Ludvíka Svobody, ačkoliv ve skutečnosti se akce účastnily výhradně vojenské síly sestavené v Mladé Boleslavi a popravu vykonal 47. pěší pluk pod velením podplukovníka Josefa Sekáče.
28. října 2012 mu prezident Václav Klaus propůjčil Řád Bílého lva vojenské skupiny za mimořádné zásluhy o obranu a bezpečnost státu a vynikající bojovou činnost. Ve zdůvodnění jeho udělení bylo též konstatováno, že za své hrdinství obdržel řadu vysokých vojenských vyznamenání a že stále aktivně působí na veřejnosti a především pak mezi mládeží a svým veřejným vystupováním přispívá k udržování a šíření odkazu národního odboje.
Mezi prvním a druhým kolem první přímé volby prezidenta na začátku roku 2013 vyzval na tiskové konferenci několika organizací prezidentského kandidáta Karla Schwarzenberga k odstoupení z kandidatury kvůli jeho názoru, že Benešovy dekrety jsou již neplatné, respektive vyhaslé, a kvůli výrokům na adresu vlády Edvarda Beneše a poválečných událostí v Československu (naznačujících, že dnes by původci takových opatření byli povoláni před Mezinárodní soudní dvůr). Jeho názory a postoje označil za neslučitelné s funkcí prezidenta republiky a označil za ostudu republiky, že tento člověk vůbec kandiduje. Podle Beera Schwarzenberg hrubě degradoval hrdinství českých vlastenců a vojáků. Přitom mu Beer údajně vytkl i členství jeho tchána v SA, za nejhorší členy SS a SA označil Rakušany. K Beerovu vyjádření se připojil i veterán Pavel Vranský, naopak mluvčí Čs. obce legionářské Ladislav Lenk se od něj jménem své organizace distancoval a označil jej za osobní stanovisko pana Alexandra Beera, přičemž připomenul, že již je jen řadovým členem.
Dne 28. října 2013 jej prezident Miloš Zeman povýšil do hodnosti generálmajora.
U příležitosti 70. výročí konce II. světové války byl Alexandr Beer prezidentem Milošem Zemanem jmenován do hodnosti generálporučíka. Alexandr Beer zemřel 31. prosince 2015 v Praze.

## Vyznamenání
- 1948 -  Sokolovská pamětní medaile[17]
- Medaile za vítězství nad Německem ve Velké vlastenecké válce 1941–1945[18]
- Československá medaile za zásluhy, I. stupeň
- Československá medaile Za chrabrost před nepřítelem
- Československý válečný kříž 1939
- Pamětní medaile československé armády v zahraničí, se štítkem SSSR
- Pamětní medaile k 60. výročí ukončení druhé světové války[19]
- Medaile "Za věrnost Ozbrojeným silám Slovenské republiky"[20], I. stupně
- 2003 -  Záslužný kříž ministra obrany České republiky[21], III. stupně
- Jubilejní medaile 60. výročí vítězství ve Velké vlastenecké válce 1941–1945 – Rusko, 2005
- 2007 - Čestné občanství MČ Praha 2 uděleno 8. října
- 2010 -  Kříž obrany státu ministra obrany České republiky
- 2012 -  Řád Bílého lva, II. tř. vojenská skupina
- 2015 -  Pamětní medaile náčelníka Generálního štábu ozbrojených sil Slovenské republiky[22], 1. stupeň